# Stranci
Stranci so slovenska rock skupina, nastala maja 2002 v  Celju. V zadnjem desetletju so postali uveljavljena rokenrol zasedba na slovenskih, hrvaških in avstrijskih odrih. So predvsem koncertna skupina, ki je do danes izdala dva studijska albuma. 

## Diskografija
- CD Zavrnjeno (samozaložba 2005)
- CD Kirjetukinor (FV Music 2009)
- CD Various Artists: Imamo dobro glasbo - Val 08 (2008, kompilacija, RTV Slovenija)
- CD Rokerji pojejo pesnike 5 (2009, Subkulturni azil)
- CD Rokerji pojejo pesnike 6 (2010, Subkulturni azil)
- CD Glasbeni festival MMC 1 (2009, kompilacija, RTV Slovenija)